# Triunghi anal
Triunghiul anal este partea posterioară a perineului. Conține canalul anal. 

## Anatomie
Triunghiul anal poate fi definit fie prin vârfurile sale, fie prin laturile sale: 
- Vârfurile: 
  - un vârf este îndreptat spre osul coccis
  - cele două spre tuberozitățile ischiale ale osului pelvin
- Fețele: 
  - membrana perineală (marginea posterioară a membranei perineale formează frontiera anterioară a triunghiului anal)
  - cele două ligamente sacrotubere

## Cuprins
Unele componente ale triunghiului anal includ: 
- Fosa ischioanală
- Corpul anococcigian
- Ligament sacrotuberos
- Ligament sacrospinos
- Nervul pudendal
- Artera pudendală internă și vena pudendală internă
- Canal anal
- mușchii 
  - mușchiul sfincterului anal extern
  - mușchiul gluteus maximus
  - mușchi obturator intern
  - muschiul levator ani
  - mușchiul coccygeus

## Imagini suplimentare

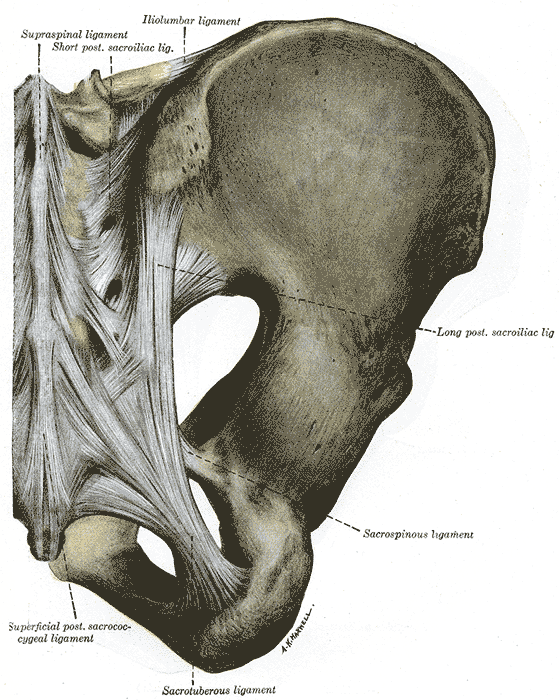
Articulații ale pelvisului. Vedere posterioară.
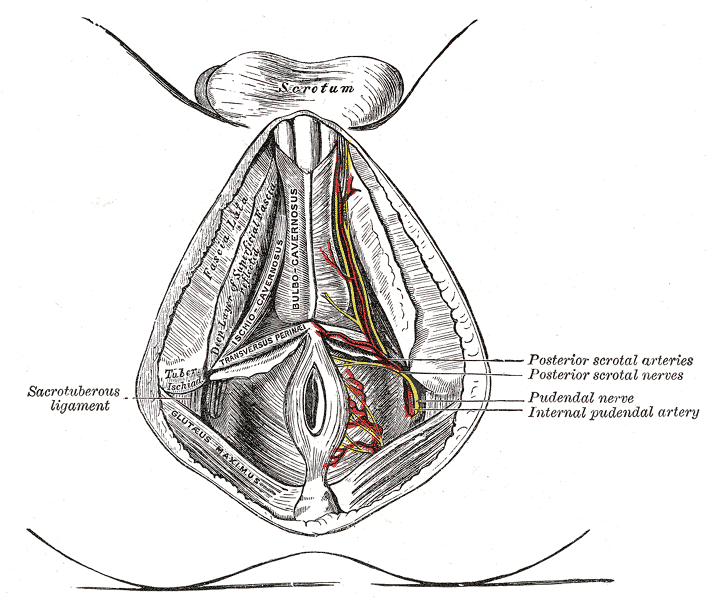
Ramurile superficiale ale arterei pudendale interne.
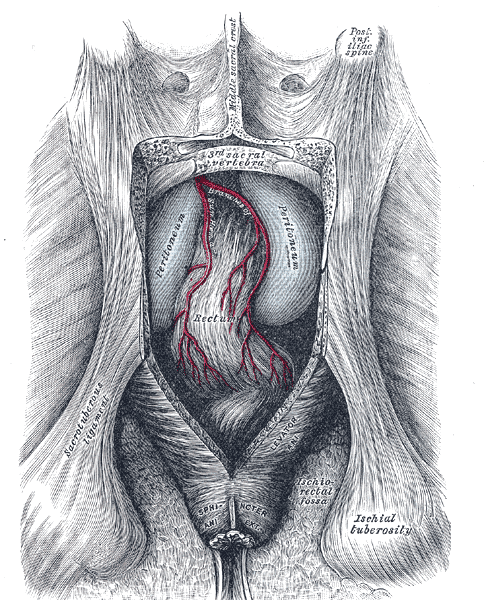
Aspectul posterior al rectului expus prin eliminarea părții inferioare a sacrului și coccisului .